# Jakob Wallenberg
Jakob Wallenberg, född 14 juli 1756 i Härmä, Södra Österbotten, död 1798 i Tavastehus, var en finländsk religiös svärmare. 
Wallenberg, som var av allmogesläkt, försökte sig först som företagare (inköpte ett glasbruk), men misslyckades och ägnade sig därefter åt att predika en religiös lära (till största delen hämtad ur en översättning till finskan av den tyske mystikern Jacob Böhmes skrifter); den gick bland annat ut på att man skulle överge kyrkogången och sakramenten samt skapa en egendomsgemenskap i väntan på jordens undergång. Wallenberg lärde att han hade mottagit Guds uppenbarelse och att endast han kunde förmedla den rätta tron. En del drag i sektens gudsdyrkan, bland annat den på mötena förekommande sexuella lössläpptheten och bruket av alkoholdrycker, väckte myndigheternas misshag. Wallenberg ställdes 1798 inför rätta och dömdes till döden, men benådades i högsta instans till livstids fängelse på Tavastehus slott, där han dog redan samma år. Rörelsen spred sig sedermera till flera finska socknar i Södra Österbotten; i Kuortane fortlevde den långt efter Wallenbergs död.